# Agnė Andriulytė
Agnė Andriulytė (früher Zuokienė; * 31. Juli 1971 in Vilnius, Litauische SSR) ist eine litauische sozialdemokratische Politikerin und Journalistin. Von 2009 bis 2012 war sie Mitglied des Seimas.

## Leben
Nach dem Abitur 1989 an der Sekundarschule in Viršuliškės absolvierte Agnė Andriulytė von 1989 bis 1994 das Diplomstudium der Journalistik an der Vilniaus universitetas. Bis 1999 arbeitete sie in der Jugendredaktion von Lietuvos radijas. Ab 1998 arbeitete sie und leitete Unternehmen wie BNA und BNA ERGO. Ab 1997 bereitete sie verschiedene Projekte vor, ab 2005 leitete sie die Anstalt „Azzara“. Sie machte die Projekte für Krankenhäuser, Schwangere, organisierte Mütterhilfe in Afghanistan. Sie initiierte die vorbeugende Brustuntersuchungen bei der Prophylaxe gegen Brustkrebs in 700 litauischen städtischen Orten und ländlichen Siedlungen, die ein Kleinbus mit der Gynäkologin und dem Mammographie-Gerät besuchte. In 14 Jahren wurden 100.000 Frauen untersucht. Ab 2003 war sie Vorstandsmitglied der Stiftung von Alma Adamkienė, Ehefrau des litauischen Präsidenten Valdas Adamkus. 
Vom 8. Dezember 2009 bis November 2012 war sie Mitglied des 10. Seimas, Mitglied des Gesundheitsausschusses und des Europaausschusses. Von 2019 bis 2023 war sie Ratsmitglied der Stadtgemeinde Vilnius, ausgewählt in der Wählergruppe Išrinkta pagal A. Zuoko ir vilniečių koalicijos „Laimingas Vilnius“. Seit Mai 2023 ist sie Gehilfin von Robert Duchniewicz, des sozialdemokratischen Bürgermeisters der Rajongemeinde Vilnius.
Seit 2013 ist Agnė Andriulytė Mitglied der sozialdemokratischen Partei LSDP.
2008 wurde sie als litauische Preisträgerin „Europäerin des Jahres 2008“ gewählt. Bei den Wahlen zur „Europäerin des Jahres 2008“ des Europaparlaments belegte sie den 3. Platz. 2002 wurde sie für ihre sozialen Aktivitäten von der Zeitschrift Stilius zur Litauischen Frau des Jahres gewählt.

## Familie
Agnė Andriulytė ist geschieden. Mit Artūras Zuokas (* 1968), dem ehemaligen Bürgermeister von Vilnius, hat sie drei Kinder (zwei Töchter und einen Sohn).